# Palaeeudyptes marplesi
A Palaeeudyptes marplesi a madarak (Aves) osztályának pingvinalakúak (Sphenisciformes) rendjébe, ezen belül a pingvinfélék (Spheniscidae) családjába és a Palaeeudyptinae alcsaládjába tartozó fosszilis faj.

## Tudnivalók
A Palaeeudyptes marplesi körülbelül ezelőtt 40-34 millió éve, a középső és késő eocén korszakok idején élhetett. Maradványait az új-zélandi Otagóhoz tartozó Burnside-nál találták meg. A lelőhelye az úgynevezett Burnside Mudstone sziklák. E faj egyetlen megtalált, részlege maradványát, mely főleg lábcsontokból áll, az otagói múzeumban őrzik, a C.50.25-től a C.50.45-ig levő raktárszámok alatt. A pontos rendszertani besorolása még vitatott, mivel nem mindenki fogadja el önálló fajként; egyes őslénykutatók szerint ugyanabba a fajba tartozik, mint a Palaeeudyptes antarcticus, tehát ennek szinonimája; vagy talán az alfaja.
A 105-145 centiméteres magasságával, átlagosan nagyobb volt, mint a mai pingvinek közül a legmagasabb, a császárpingvin (Aptenodytes forsteri).
Sok más csontot is ennek a madárnak tulajdonítanak, de mivel ezeknek a kormeghatározása és leírása még nem pontos, meglehet, hogy a P. antarcticusé is lehetnek. Egy olyan nagymértékű Új-Zélandból származó Palaeeudyptes-maradványok átkutatása szűkséges, mely képes legyen végül feltárni e madarak igazi számát, illetve családfáját; az is meglehet, hogy a szóban forgó madár alfaj szinten, a P. antarcticus előde, vagy egy egészen különálló faj.
A tudományos fajnevét, azaz a másodikat Brian John Marples  (1907–1997) brit zoológusról kapta, aki sokat tevékenykedett ebben a szigetországban, és a 20. század egyik legnevezetesebb fosszilis-pingvinszakértő volt.

### Fordítás
- Ez a szócikk részben vagy egészben  a   Palaeeudyptes marplesi című angol Wikipédia-szócikk ezen változatának fordításán alapul.  Az eredeti cikk szerkesztőit annak laptörténete sorolja fel. Ez a jelzés csupán a megfogalmazás eredetét és a szerzői jogokat jelzi, nem szolgál a cikkben szereplő információk forrásmegjelöléseként.